# Albert Vidalie

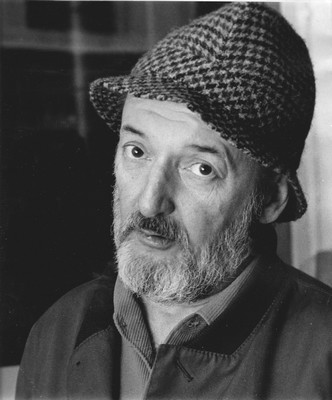
Albert Vidalie 1968

Albert Vidalie (* 25. Mai 1913 in Châtillon (Hauts-de-Seine); † 19. Juni 1971 in Paris) war ein französischer Schriftsteller.

## Leben und Werk
Albert Vidalie war der Sohn eines aus der Auvergne stammenden Druckers. Bis zu Beginn des Kriegs übte er unbedeutende Berufe aus. Die Jahre 1940–1945 verbrachte er als Kriegsgefangener in Neusalz an der Oder. Dann wurde er in Paris Hörfunkjournalist. Im Umkreis von Antoine Blondin und Roger Nimier veröffentlichte er ab 1952 vor allem Romane und Erzählungen, daneben Texte für Bühne und Film. Er wohnte vorübergehend in Reillanne in der Nähe seines Freundes Jean Giono. Er starb 1971 im Alter von 58 Jahren.

## Werke (Auswahl)
- C'était donc vrai. Récit. R. Julliard, Paris 1952.
- Les bijoutiers du clair de lune. Roman. Denoël, Paris 1954.
  - (verfilmt von Roger Vadim): In ihren Augen ist immer Nacht (1958), mit Brigitte Bardot.
- La bonne ferte. Roman. Denoël, Paris 1955. (Prix des Libraires 1956)
- La nuit romaine. Pièce en deux actes et huit tableaux. Mauclaire, Paris 1957.
- Chandeleur l'artiste. Roman. R. Julliard, Paris 1958. Hrsg. Patrice Ducher. Le Dilettante, Paris 2012.
- La belle Française. Roman. Denoël, Paris 1959.
- Cadet la Rose. Nouvelles. R. Julliard, Paris 1960.
- (Dialogist) 1960: Fracass, der freche Kavalier (Le capitaine Fracasse) (Film von Pierre Gaspard-Huit)
- Le pont des arts. Roman. Denoël, Paris 1961.
- Les verdures de l'Ouest. Roman. R. Julliard, Paris 1963.
- Les hussards de la Sorgue. Nouvelles. Denoël, Paris 1968.
- La dernière tournée. Les Presses noires, Paris 1969.
- (postum) L'"Aimable-Julie", monsieur Charlot et consorts. Le Dilettante, Paris 2010. (Vorwort von Patrice Ducher)

## Deutschsprachige Hörspiele (Auswahl)
- 1953: Ein Meister – Bearbeitung und Regie: Kurt Reiss (Hörspiel – NWDR Hamburg)[2]